# Andrija Anković
Andrija Anković (Gabela, 1937. július 16. – Split, 1980. április 28.) olimpiai bajnok horvát labdarúgó. 
A jugoszláv válogatott tagjaként részt vett az 1960. évi nyári olimpiai játékokon és az 1962-es világbajnokságon.
42 éves korában hunyt el szívinfarktusban.

## Sikerei, díjai
Jugoszlávia
- Olimpiai bajnok (1): 1960